# Emishi
De Emishi waren inwoners van Tohoku (noordelijk Honshu) die zich, vooral in de 8e en 9e eeuw, verzetten tegen de Japanse overheersing. Ze waren gedeeltelijk nomadisch en landbouwkundig minder ver ontwikkeld dan de Japanners. Men vermoedt dat de Emishi de voorouders waren van de huidige Ainu. 
Archeologisch werden de Emishi geïdentificeerd met de Satsumoncultuur.